# Madhjamaka

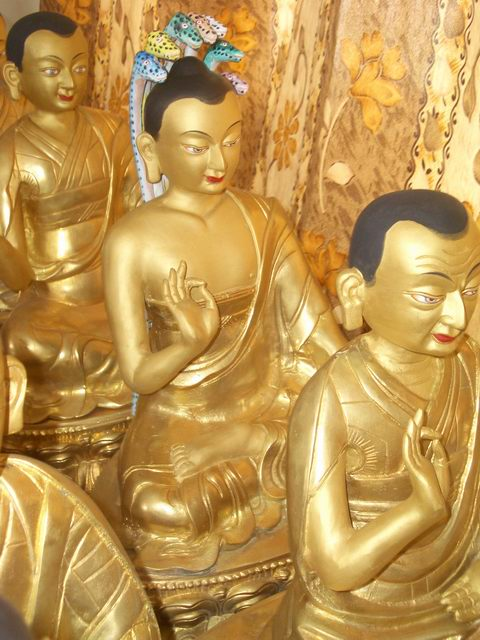
Posążek przedstawiający nauczającego Nagardżunę, klasztor tybetański w Kullu, Indie.

Madhjamaka, czyli „Droga Środka” (sanskryt: माध्यमक, Mādhyamaka, chiń. 中觀派 Zhōngguānpài lub 中道宗 Zhōngdàozōng; zwana też Śunyavada) – jest tradycją nauk mahajany, na temat m.in. siunjaty, usystematyzowaną przez Nagardżunę (ok. 150–250 r. n.e.). Nagardżuna zawarł w madhjamace esencję nauk Buddy (około 563–483 p.n.e.), jakie on przekazywał w tzw. „Drugim Obrocie Kołem Dharmy”.
Obecnie madhjamaka jest akceptowana jako najwyższa teoretyczna wiedza we wszystkich szkołach buddyzmu tybetańskiego oraz w innych tradycjach związanych z naukami mahajany np. w buddyzmie zen. Zwolennicy nauk madhjamaki nazywani są madhjamikami. Chińska szkoła madhjamaki powstała na podstawie tłumaczeń i idei Kumaradżiwy nosiła nazwę sanlun („Szkoła Trzech Traktatów”).

## Krótki opis

### Droga Środka
„Droga Środka” jest teoretyczną doktryną na temat siunjaty poza wszelkimi „skrajnościami” błędów popadnięcia w omylnie rozumiany stan „pustości” jako nicości (nihilizmu) oraz błędów eternalizmu (inherentnego, wrodzonego i niezależnego istnienia zjawisk).
Budda opisuje w „Sutrze Króla Medytacyjnej Koncentracji”:
Zarówno egzystencja, jak i nieistnienie to skrajności.
Czystość i nieczystość to również ekstrema.
Takowoż, porzuciwszy wszelakie skrajności,
Mędrzec nie spoczywa nawet (w ich) środku.

### Współzależność
Dwanaście ogniw współzależnego powstawania (sanskryt: pratītyasamutpāda) to sedno madhjamaki. Nagardżuna w „Fundamentalnych Wersach o Madhjamace” (sanskryt: Prajñanamamulamadhyamakakarika) objaśnia istotę współzależności:
To co jest współzależnym powstawaniem,
Jest wyjaśnione jako „pustość” (siunjata).
Oto owo współzależne powstawanie,
Jest w istocie Środkową Ścieżką.
Dowodzenie Nagardżuny o współzależności jest zwane „Królem wszystkich argumentów”. Zaprezentować je można następująco:
Wszystko jest współzależne, w rozumieniu konwencjonalnym wszystkie zjawiska tworzą się i zanikają pod wpływem odpowiednich dla nich przyczyn i warunków, pomimo że na poziomie ostatecznego wglądu nie można w tych zjawiskach odnaleźć ich inherentnej, wrodzonej i niezależnej egzystencji, jednak, gdyż względnie wydają się one tak pojawiać i zanikać, nie ma dlatego również totalnej pustości, jako nicości.
Uzupełnieniem jest dowodzenie Nagardżuny zwane „Czterema Granicami (Limitami)”. Zaprezentować je można następująco:
Zjawiska konwencjonalnie wydają się przejawiać, gdyż na poziomie ostatecznego wglądu nigdy nie powstały i nigdy nie znikną z powodu nieskończonej ilości niezbędnych do tego przyczyn i warunków. Jest niemożliwym by zaistniało kiedykolwiek jakiekolwiek zjawisko z powodu jednej tylko odseparowanej (tj. inherentnej, wrodzonej, niezależnej) przyczyny czy warunku bądź wielu takich przyczyn i warunków, gdyż w istocie było nieskończenie wiele współzależnych od siebie warunków i przyczyn (np. by zakwitł kwiat nie wystarczy tylko wilgotna gleba, lecz również choćby promienie słońca, które zależą nie tylko od zasłaniającego tą rośliną otoczenia, ale i od atmosfery ziemskiej, reakcji nuklearnych w słońcu, położenia układu słonecznego wzg galaktyki, która trwa już wiele miliardów lat itd.). Podobnie można udowodnić, że jest niemożliwym by owo zjawisko kiedykolwiek w podobny sposób zanikło z powodu jakiekolwiek odseparowanego rezultatu bądź wielu takich rezultatów.

### Pustość
„Pustość” (siunjata) w madhjamace należy traktować jako niczym „nieograniczoną przestrzeń” dla rozwoju wszystkich doskonałych cech, aby rozwijać zdolność pomocy sobie i innym (sanskryt. bodhiczitta) oraz dla usunięcia wszystkich błędów, np. zaciemnień od niewiedzy.
Gdyby zjawiska były inheretne i niezależne z trwale wrodzonymi i nie mogącymi się już zmienić cechami, nie podlegałyby zmianom, a wszystko byłoby już z góry ustalone i przeznaczone. Jednakże teoria o „pustości” neguje inherentność zjawisk i ukazuje, że współzależność zjawisk obejmuje wszystko całkowicie. Każda więc czująca istota według tego ujęcia ma nieograniczone możliwości rozwoju nawet aż do poziomu Doskonałego Oświecenia według buddyzmu.
Nagardżuna to wyjaśnia w dziele „Polemika na Zarzuty” (ang. The Rebuttal of Objections, sanskryt: Vigrahavyavartanıkarika):
Dla tych którym pustość jest możliwa,
Wszystko jest możliwie.
Dla tych którym pustość nie jest możliwa,
Nic nie jest możliwe.

### Natura Buddy
Główną postacią rozwoju madhjamaki był Nagardżuna (ok. 150–250 r. n.e.) oraz jego „duchowy następca” Arjadewa (ok. II w n.e.), a popularnymi obecnie wielkimi komentatorami byli m.in. Buddhapalita (400-450 r n.e), Bhavaviveka (500–578 r. n.e.) i Czandrakirti (600–650 r. n.e.). Podstawą nauk madhjamaki są sutry Buddy związane z naukami Pradżniaparamity, patrz. np. Sutra Serca, Sutra Diamentowa. Główny przekaz nauk o naturze buddy pochodzi natomiast od Asangi (Indie, IV w. n.e) a rozpowszechniony przez Vasubandhu (Indie, IV) rozwinął się jako jogaczara. Madhjamaka i jogaczara nie dotyczą jedynie intelektualnych spekulacji, ale podkreślają potrzebę bezpośredniego wglądu „poza słowami” tzw. poza-konceptualnej mądrości. Owa potrzeba bezpośredniego zrealizowania mądrości, poprzez przekraczanie „skrajności” w madhjamace lub realizowanie nauk o naturze buddy w jogaczarze, tworzą jedną kompleksową całość mahajany. Ważne więc jest, aby nauki o „Drodze Środka” nie traktować jako sprzeczne z naukami o naturze Buddy.
Nagardżuna w „Fundamentalnych Wersach o Madhjamace” (sanskryt: Prajñanamamulamadhyamakakarika) wyjaśnia:
To, co jest naturą Sugaty (Buddy). Jest naturą istot. Jakowoż Sugata nie posiada inherentnego istnienia, takowoż (czujące) istoty nie mają iherentnego istnienia (siunjata).

### Dwie prawdy
Madhjamaka stosuje podział na dwie prawdy bądź dwie rzeczywistości (sanskryt: satya):
Znawca Świata (przydomek Siakjamuniego) rozróżnił te dwie rzeczywistości. Pierwszą wydającą się (ang.: the seeming), drugą ostateczną.
Tybetański madhjamika Pało Rinpocze (1504–1566):
[Wydające się] nie jest stabilną rzeczywistością, ponieważ nie może sprostać analizie i, gdyż nie wydaje się buddom jako obiekt medytacji... [Ostateczność] jest autentyczna, ze względu że jest ona niezbędna dla tych co dążą do wyzwolenia, i jest nieomylna w stosunku do rezultatu jakim jest stan buddy.
Jednakże ów podział pomiędzy dwoma rzeczywistościami nie jest ontologiczny, ale elementarnie epistemologiczny. Oznacza to, że nie mówi się o dwóch oddzielnych zbiorach rzeczywistości, które by niezależnie i obiektywnie przebywały w dwóch oddzielnych sferach zwanych sansarą i nirwaną. Dwie rzeczywistości odnoszą się po prostu do tego, co jest „doświadczane” przez dwie kategorie „istot”: uwarunkowanych (tzw. czujących) i nieuwarunkowanych (buddów).
Tym niemniej, znaczenie soteriologiczne prawdy konwencjonalnej jest niezaprzeczalne. Można wyrazić to uproszczeniem: „wydające się” wydaje się coraz mniej, prowadząc jednak we właściwym kierunku, aż do stanu buddy. Czandrakirti w „Wykładni Środkowej Drogi” (sanskryt: Madhyamakavatara) oznajmia:
Prawda konwencjonalna jest metodą.
Prawda ostateczna jest tym co wyłania się z (tej) metody.
Ci co nie wiedzą jak rozróżniać między tymi dwiema (prawdami).
Popadną, z powodu niewłaściwego rozumowania, w poślednie ścieżki.

### Przekraczanie skrajności
Istnieje wiele dowodzeń, które umożliwiają obalanie wszelkich „skrajności” innych systemów buddyjskich bądź nie-buddyjskich, np. dowodzenie „Wadżra-iskier” Nagardżuny obalające błędy czterech rodzajów (inherentnie wrodzonego) powstawania (powstawania z siebie, z czegoś innego, z tych obu, z żadnych z nich). Pięć głównych dowodzeń Nagardżuny oraz inne dowodzenia są zawarte np. w „Fundamentalnych Wersach o Madhjamace” (sanskryt: Prajñanamamulamadhyamakakarika), „Polemice na Zarzuty” (sanskryt: Vigrahavyavartanıkarika) i „Siedemdziesięciu Strofach o Pustości” (sanskryt: Yuktisastika) Nagardżuny, w „Wykładni Środkowej Drogi” (sanskryt: Madhyamakavatara) Czandrakirtiego oraz w „Iluminacji Ornamentu Niezkazitelnej Realizacji” (sanskryt: Abhisamayalankaraloka) Haribhadry.
Wykazują one, że wszelkie podziały „prawdy” odnoszą się tylko do poziomu konwencjonalnego, czyli złudnego, tylko wydającego się (konceptualnie). Poziom ostateczny można zrealizować tylko poza-konceptualnie, przekraczając wszelkie owe podziały zwane tzw. „skrajnościami” sprowadzającym ze „środkowej ścieżki”. Wszystkie punkty odniesienia, takie jak: istnienie, nie-istnienie, zarówno istnienie i nie-istnienie, ani istnienie i ani nie-istnienie, winny być przekroczone. Prawda ostateczna, czyli całkowity wgląd we „współzależność wszystkich zjawisk”, niemożliwa jest do uchwycenia w żadnym ze stanowisk. Wszelkie podziały owego stanu ostatecznego, np. na „trzy ciała Buddy”, są jedynie dydaktyczne, a nie dogmatyczne. Charakterystyczna tutaj jest prasangika. Odróżnia się ona od innych doktryn madhjamaki tym, że obala wszelkie autonomiczne stanowiska (sanskryt. svatantra) poprzez doprowadzenie do absurdu w strategii „reductio ad absurdum”, inaczej zwanej z sanskrytu „prasanga”.
Należy zaznaczyć, że nauki madhjamaki nie dotyczą jedynie intelektualnych spekulacji, ale podkreślają potrzebę bezpośredniego wglądu „poza słowami”, tzw. poza-konceptualnej mądrości. W tym celu madhjamakę praktykuje się poprzez śamathę – jedno upunktowiono skupioną uważność i vipassanę – analityczne poznawanie w celu doświadczenia wglądu w naturę rzeczywistości. Więcej czytaj w siunjata#Praktyka w celu zrealizowania siunjaty.

## Rozwój w Indiach poglądów Swatantriki i Prasangiki
W Indiach rozwinęły się różnorodne poglądy Madhjamaki, dzieląc ją m.in. na prasangikę i swatantrikę, co obecnie podkreśla się w buddyzmie tybetańskim.
Jednak nie jest jednoznaczne czy Buddhapalita (400-450 r n.e) ustanowił (jako pierwszy) ten podział pomiędzy prasangikę a swatantrikę i czy podział ten w Indiach stosowany był w celu wysunięcia prasangiki jako jedynej najbardziej precyzyjnej doktryny. Sama postać Czandrakirtiego, określanego współcześnie jako twórcę prasangiki, nie była tam wcale kluczową postacią. Tybetańczycy widzą początki tego podziału, kiedy Buddhapalita we wstępie swego dzieła do „Fundamentalnych Wersów o Madhjamace” (sanskryt: Prajñanamamulamadhyamakakarika) Nagardżuny zanegował wszystkie cztery rodzaje inherentnego powstawania (powstawania z siebie, z czegoś innego, z tych obu, z żadnych z nich, opisanych w dowodzeniu „Wadżra-iskier” Nagardżuny ok. 150–250 r. n.e.), które jak twierdził przyjmowały błędnie inne systemy buddyjskie bądź niebuddyjskie. Bhavaviveka (500–578 r. n.e.) odparł to twierdząc, że nie można tego jednak wykazać autonomicznie (w ramach uprawomocnienia własnego unikatowego stanowiska zwanego svatantra aby wyróżnić się na tle innych systemów). Czandrakirti (600–650 r. n.e.) wykazał popierając Bhavavivekę, że w ten sposób system Buddhapality nie podlega błędom innych systemów, jedynie gdy nie wykazuje autonomicznego stanowiska (svatantra), ale w zamian tego wyłącznie neguje inne systemy doprowadzając do absurdu ich autonomiczne stanowiska (reductio ad absurdum inaczej prasanga). Głównym dziełem Czandrakirtiego jest „Madhjamakavatara”.
Jest wiele sposobów na zastosowanie strategii reductio, a prasangika, czyli system ich stosowania, wykazuje błędy innych systemów analizując je do momentu, aż nie zostaną porzucone. W analizie nie utrzymuje się więc stanowisk, aby nie było możliwości wykazania błędu, który mógłby być w stosunku do nich wykazany.
Nagardżuna w dziele „Polemika na Zarzuty” (ang. The Rebuttal of Objections, sanskryt: Vigrahavyavartanıkarika) pisze:
Jeśli posiada się twierdzenie,
wówczas będzie się ustanowionym w błędzie.
Tymczasem nie posiadam twierdzeń,
Jestem więc sam bez błędów.
Czandrakirti w „Przejrzystych Strofach” (ang.: Clear Words, sanskryt: Prasanna-pada) dodaje:
stanowisko doprowadzone do absurdu w negacji reductio,
należy (wyłącznie) do jego zwolennika, jednak nie do nas, ponieważ my nie posiadamy żadnych (autonomicznych) stanowisk.
W analizie stosowanej dla zrozumienia (natury) rzeczywistości wykazuje się błędne stanowiska na temat jej istnienia poprzez tzw. prawomocne poznanie (ang. valid cognitions). Według prasangiki jeśli w debacie dojdzie się do porozumienia obydwu stron będzie to równoznaczne z ustanowienie stanowiska autonomicznego dla tych stron. Strona prasangiki debatuje więc ze stroną swatantriki jednak dopóty nie obali się stanowisk autonomicznych strony swatantriki. Przykładem tego może być wykazanie, że nie istnieje nawet konwencjonalnie żaden obiekt (zjawisko), które istniałoby inherentnie (niezależnie, samodzielnie, wrodzone, esencjonalnie). Swatantrika wykazuje natomiast, że jej stanowiska na temat dowodzenia „pustości” siunjata są użyteczne i choć można wykazać w stosunku do nich błędy to przybliżają poprzez kolejne subtelniejsze analizy do coraz pełniejszego zrozumienia siunjaty. Prasangika nie ustanawia swoich autonomicznych stanowisk, ale jednak posiada strategię negowań reductio w stosunku do tych stanowisk autonomicznych, dopóki się ich nie obali.
Nagardżuna w dziele „Polemika na Zarzuty” (ang.: „The Rebuttal of Objections”, sanskryt: „Vigrahavyavartanıkarika”) pisze:
Tak jak emanacje mogą wysyłać emanacje,
a wyczarowana (w spektaklu) osoba może używać (czegoś) wyczarowanego,
aby zatrzymać iluzję (błędnych stanowisk),
negowanie (strategia reductio) działa w taki sam sposób.
Czandrakirti w dziele „Wykładni Środkowej Drogi” (sanskryt: Madhyamakavatara) dodaje, że konwencjonalnie występuje tylko negacja reductio tego co ma być zanegowane (do absurdu).
Jednakże prasangika podkreśla, że nie można jej jednak zrozumieć stosując wyłącznie negację reductio tylko dla wygrania debat, ale poprzez całościową wiedzę buddyjską nie tylko na ogólny temat Trzech Obrotów Kołem Dharmy, ale i wnikliwie na temat innych systemów o rzeczywistości z ich autonomicznymi stanowiskami, np. nauk o naturze buddy. „W ramach prasangiki, nie ma prezentacji niczego do udowodnienia, ani środków do tego. Tym niemniej stosuje ona strategię negacji, aby wyeliminować skrajności innych systemów. Swatantrika jednakże w ujęciu poziomu ostatecznego również nie ma prezentacji niczego do udowodnienia, ani środków do tego, kiedy następuje zrealizowanie gdy w końcu nie ma już potrzeb analizowania. W ujęciu poziomu konwencjonalnego (tylko wydającego się) poprzez dowodzenia tego, co ma być dowiedzione, używając stosownych do tego (autonomicznych) środków (jako zręcznych technik dociekania rzeczywistości) również eliminuje się „skrajności”. Zarówno swatantrika, jak i prasangika są systemami madhjamaki wybiegającymi poza „skrajności”, używając stosownych dla siebie technik dociekań, które dobiera się w zależności od potrzeb. Różnica leży tylko w tym sposobie wskazywania na ostateczną rzeczywistość, aż do stanu zrealizowania poza wszelkimi odniesieniami, tj. siunjaty”, więcej czytaj w artykule swatantrika.

## Rozwój madhjamaki w buddyzmie tybetańskim
W czasach wprowadzania buddyzmu do Tybetu przez imperatora Trisong Decena (755–797 r. n.e.) madhjamaka była nauczana na sposób indyjski przez indyjskiego panditę Śāntarakṣita (VIII w n.e.), który był opatem indyjskiego centrum monastycznego Nalanda. Madhjamaka Śāntarakṣity łączyła ówczesny mu przekaz Nagardżuny „Środkowej Ścieżki” z przekazem Asangi (ok. IV w n.e.) o naturze Buddy zwanym jogaczara. W tym celu stosowano prasangikę w celu doprowadzenia do zrozumienia poziomu ostatecznego, oraz jogaczarę na sposób swatantriki dla utrzymania analizy na poziome konwencjonalnym poprzez stanowiska autonomiczne. System ten nazywał się jogaczara-swatantrika-madhjamaka ponieważ różnił się od wczesnej swatantriki tym, że poziom konwencjonalny utrzymywany był przez stanowiska autonomiczne swatantra jogaczary, które na poziomie ostatecznym obalane są poprzez negację reductio, np. obalenie na poziomie ostatecznym poprzez reductio istnienia samoświadomego i samorozświetlającego się umysłu według stanowiska autonomicznego swatantra, gdyż umysł ten nie istnieje inherentnie (wrodzony sam z siebie), pomimo że wydaje się tak przejawiać według nauk jogaczary konwencjonalnie. Nauki Śāntarakṣity niemal zanikły za czasów opresji tybetańskiego króla Langdarmy (838–841 r. n.e.).
Natomiast w czasach kiedy następowało odrodzenie buddyzmu poprzez „nowożytne przekazy” (sarma) zaproszony został do Tybetu Atiśa (980–1054 r. n.e.), wybitny pandita z bengalskiego centrum monastycznego Wikramasila, drugiego obok Nalandy najbardziej znaczącego centrum buddyjskiej edukacji indyjskiej, który nauczał systemu prasangiki zgodnego z podejściem Czandrakirtiego (600–650 r. n.e.).
Według buddyzmu tybetańskiego dotychczas w madhjamace wyodrębniły się trzy główne podszkoły doktrynalne: swatantrika, prasangika i szentong oraz inne prezentacje nauk madhajamaki, np. w tradycji sakja stosowane jest np. kompleksowe podejście zwane „Wolnością od Skrajności” (transliteracja Wyliego: spros bral), gdzie głównym przedstawicielem był Gorampa (1428-1489).
Pogląd na madhjamakę według tradycji ningma zbliżony jest do poglądu według tradycji kagyu, aby podkreślać nauki prasangiki i jogaczary jako uzupełniające się lub szentong jako ich syntezę. Wielki uczony ningma i mistrz dzogczen Longczenpa (1308–1364 r. n.e.) najbardziej uznawał nauki prasangiki. Longczenpa pisał o podejściu preferowania prasangiki Czandrakirtiego w analizie poziomu ostatecznego a przyjmowaniu jednak stanowisk autonomicznych w innych analizach. Przytacza tu przykład głównego dzieła „Madhjamakavatara”, które przedstawia etapy na ścieżce bodhisattwy poprzez przyjmowanie stanowisk autonomicznych, które prasangika obale poprzez negację reductio tylko w stosunku do prawdy ostatecznej. VIII karmapa Mikjo Dordże (1507 – 1554) podkreślał nauki prasangiki jako najbardziej precyzyjne nie wykluczając nauk swatantriki lub jogaczary jako uzupełniających poprzez stanowiska autonomiczne (swatantra).
W tradycji gelug szczególną uwagę przykłada się do poglądu prasangiki i opiera się tu na unikatowych naukach Dzie Congkhapy (1357–1419 r. n.e.), który udowadniał w nich, że prasangika jest najwyżej cenioną i kompletną doktryną buddyjską. Congkhapa odrzucał (stosując reductio) wszelkie autonomiczne stanowiska, włączając całą swatantrikę, a to co utrzymywał odnosiło się tylko współzależnie w stosunku do tych obalanych stanowisk i nie będąc również jego autonomicznym stanowiskiem. W swym głównym dziele „Lamrim czenmo” napisał: „My podążamy za zwolennikami systemu prasangiki. Co więcej, jak było wyjaśnione powyżej, obalamy inherentną wrodzoną naturę nawet konwencjonalnie; tym niemniej wszystko co było powiedziane o cyklicznej egzystencji (samsarze) i nirwanie jest w pełni kompatybilne z tym obaleniem. Mając to na uwadze, powinno się poznać wnikliwie wiedzę na temat tego, że cykliczna egzystencja (samsara) i nirwana są nadal możliwe (włączając nauki o naturze buddy jogaczary czy nauki swatantriki o buddyzmie)”.
Wielkim znawcą madhjamaki był Gorampa Sonam Senge (Wyl. go rams pa bsod nams seng ge; 1429–1489 r. n.e.), który przyczynił się do stworzenia ostatecznej wersji systemu sakja „Wolność od Skrajności” (transliteracja Wyliego: spros bral) madhjamaki. Gorampa podobnie jak Congkhapa wykazywał błędy podejścia swatantriki w stanowieniu poziomu ostatecznego, jednak w odróżnieniu od niego udowadniał, że oba podejścia swatantriki czy prasangiki prowadzą ostatecznie do takiego samego zrealizowania.
Dolpopa Sherab Gyaltsen (1292–1361 r. n.e.) natomiast rozpowszechnił nowy tybetański system madhjamaki nazwany szentong (w tłumaczeniu „Pustość Innego”). Dolpopa znany jest z krytyki prasangiki jeśli chodzi o jej nie wystarczalność w analizie poziomu ostatecznego oraz nauk o naturze buddy, które dostosował do tej analizy. W systemie tym podjął się próbie połączenia dwóch wielkich przekazów („Środkowej Ścieżki” od Mandziuśriego i Nagardżuny oraz przekaz nauk o naturze buddy od Majtrei i Asangi) w jedną spójną całość pomimo ich wyjątkowości, samowystarczalności i ich różnych terminologii. W jednym z jego najważniejszych tekstów, noszącym tytuł: „Czwarte Zgromadzenie” (transliteracja Wyliego: Bka’ bdu bzhi pa) napisał: „W tej tradycji nie wszystko jest pozbawione swojej własnej natury. Dokładnie rozróżniając „pustość własnej natury” (rangtong) i „pustość innego” (szentong), cokolwiek jest względne, jest uważane za pozbawione własnej natury, a to, co jest absolutne jest uważane za całkowicie pozbawione innego (lecz np. nie natury buddy)”. Dolpopa stosując termin rangtong porzucił rozróżnienie między swatantriką i prasangiką na rzecz utrzymania aspektu doskonale obecnego wykraczającego poza konceptualne wytwory, jednego z trzech aspektów rzeczywistości według jogaczary.

### Podział szkół madhjamaki
W buddyzmie tybetańskim występują różnorodne trendy odmiennie rozróżniające podszkoły madhjamiki. Niekiedy Swatantrika i prasangika nazywane są również jako szkoły rangtong („Pustość Siebie”), w przeciwieństwie do szentong („Pustość Innego”), a w innym przypadkach pomijany jest szentong. W szkołach gelug i sakja uzyskuje się tytuł naukowy gesze, a w szkołach nyingma i kagju tytuł naukowy khenpo. W stopniach zrozumienia „pustości” siunjata w kagju lub ningma można dla celów praktyki wyróżnić trzy podszkoły:
1. Swatantrika
2. Prasangika
3. Szentong

a według tradycji gelug oraz sakja dwie podszkoły:
1. Swatantrika
2. Prasangika

### Trzy Obroty Kołem Dharmy
Na powyższe podziały madhjamaki w buddyzmie tybetańskim istotny wpływ miały nauki wadżrajany, których praktyka umożliwia bezpośrednio doświadczenie siunjaty oraz odmienne rozróżnienie Trzech Obrotów Kołem Dharmy przez różne tradycje tybetańskie:
- W Pierwszym Obrocie Kołem Dharmy nauczanie Buddy ograniczało się do podstawowych nauk o 4 szlachetnych prawdach, prawie działań karmy, splamieniach, „pustości” indywidualnego, niezależnego, trwałego „ja” i o samsarze, świecie cierpień postrzeganym zmysłami, którego trzeba się wyrzec poprzez praktykę moralnej dyscypliny, medytacji i mądrości.
- W Drugim Obrocie Kołem Dharmy Budda nauczał doktryny tzw. pustości (skt. Sunjata) od inherentnej, wrodzonej i niezależnej egzystencji. Nauki te odnoszą się do podszkół madhjamaki: swatantrika i prasangika. Jednak gelug uważa pogląd prasangiki za najwyższy pogląd na temat dwóch prawd -konwencjonalnej i ostatecznej- realizowanych początkowo konceptualnie, a finalnie kładąc nacisk na autentyczne bezpośrednie doświadczenie za pomocą metod wadżrajany poprzez praktykę tantr jogi najwyższej[31]. Tym niemniej w systemie sakja „Wolność od Skrajności” podkreśla się, że podejścia swatantriki oraz prasangiki prowadzą do takiego samego zrealizowania, a poprzez stanowiska swatantriki opisuje się również subtelną tematykę o naturze oświecenia niczym w Trzecim Obrocie Kołem Dharmy. Podobnie utrzymują np. nauki madhjamaki VIII Karmapy Mikjo Dordże (1507–1554 r. n.e.) z kagju czy Longczenpy (1308–1364 r. n.e.) z ningma, a prasangika w przekraczaniu poza wszelkie konceptualne wytwory wskazuje tam na potrzebę zrealizowania dopiero poprzez mahamudrę lub dzogczen poza wszelkimi punktami odniesienia, czy to konwencjonalnymi, czy to ostatecznymi.
- W Trzecim Obrocie Kołem Dharmy Budda nauczał o Naturze Buddy. Są to nauki niewystępujące w pozostałych cyklach nauk Buddy ze względu na subtelną tematykę o naturze oświecenia. Według szkoły gelug cykl tych nauk odpowiada szkole czittamatry podrzędnej w stosunku do madhjamaki. Natomiast zgodnie z niektórymi trendami w tradycjach kagju i ningma, np. według uczonego Dziamgon Kongtrul Lodro Thaje[32], cykl ten odpowiada nowej podszkole szentong, w której podkreśla się nauki opisujące naturę umysłu jako wolną od konceptualnych wytworów (czyli „Pustość od Innego”), podobnie jak czyni się to w terminologii tantr wadżrajany do celów praktyki. Tym niemniej w ramach sakja, kagju i ningma prezentuje się również systemy, gdzie przekaz madhjamaki i oryginalny indyjski przekaz jogaczary o naturze buddy, pomimo że kompletne same w sobie, nauczane są w sposób by się wspomagać w celach praktyki bez potrzeby interpretowania czittamatry lub szentong, np. nauki Gorampy Sönam Senge (1429–1489 r. n.e.), VIII Karmapy Mikjo Dordże (1507–1554 r. n.e.) czy Dziu Miphama („Mipham Wielki”, 1846-1912)[33][34]. W szczególności niekiedy w praktyce tantr w kagju szentong służy jako antidotum, jeśli medytujący zbytnio przyzwyczaja się do negowania wszelkich doświadczeń i w efekcie nie dostrzega doskonałych właściwości dharmakai a rangtong jest konieczny wówczas, gdy adept niewłaściwie rozumie sposób, w jaki istnieje natura buddy czy mądrość buddy (patrz: dr Jolanta Kukucz: Dyskusja:Szentong#Opinia eksperta).

## Literatura
- Krzysztof Jakubczak: Madhjamaka Nagardżuny. Filozofia czy terapia?. Księgarnia Akademicka, 2010. ISBN 978-83-7638-061-2. (pol.). Brak numerów stron w książce
- Khenpo Tsultrim Giamtso Rinpocze: Stopnie Medytacji Pustki. Szczecin: Marpa Translation Committee, 1997. (pol.). Brak numerów stron w książce
- Khenpo Tsultrim Giamtso Rinpocze: Słońce mądrości. Szczecin: Marpa Translation Committee, 2005. (pol.). Brak numerów stron w książce
- Jim Scott: Dwie Prawdy. Szczecin: Marpa Translation Committee, 1995. (pol.). Brak numerów stron w książce
- Jolanta Gablankowska-Kukucz: Pustka innego. Wydawnictwo „A”, 2004. (pol.). Brak numerów stron w książce